# Обикновен бубал
Обикновен бубал или Конгон (Alcelaphus buselaphus) е вид едра антилопа от подсемейство Кравоподобни антилопи.

## Морфологични особености
Дължината на тялото е около 2 m, а височината при холката е около 130 cm, теглото достига до 200 kg. Космената покривка е различна при отделните подвидове като варира от светло сива до червено кафява. Притежават характерен черен рисунък между челото и носа и по краката. Рогата са присъщи и за двата пола, израстват от обща основа и имат форма на полумесец като достигат до 70 cm.

## Разпространение
В миналото видът е бил широко разпространен в цяла Африка, но в резултат на целенасочено изтребване днес ареялът му на разпространение е сведен до отделни ареали в Субсахарска Африка.

## Начин на живот
Конгоните са дневни тревопасни бозайници, които живеят на стада. Поради различната дължина на предните и задните крайници походката им изглежда леко нелепа, но въпреки това при защита от хищници те могат да развиват до 80 km/h. Подобно на други видове стадата са разделени по полов признак. Самките и техните малки живеят в стада достигащи 300 индивида и дори повече. Младите самци образуват ергенски стада, в които живеят до около 100 индивида. С напредване на възрастта към четвъртата си година започват да живеят поединично всеки със собствена територия. Тази територия те активно пазят, тук се чифтосват с женските, а с напредване на възрастта стават слаби и я губят от по-млади съперници. Конгоните живеят до около 20 години, но в естествени условия рядко надживяват и 10.

## Подвидове
Видът притежава шест подвида като антилопата Каама е категоризирана за седми. След проведени филогеографски проучвания обаче е отделена като самостоятелен подвид.
- †Alcelaphus buselaphus buselaphus, изчезнал. Обитавал е Средиземноморските части на Африка.
- Alcelaphus buselaphus cokii, подвид от Кения и Танзания.
- Alcelaphus buselaphus lelwel, подвид от Чад до Уганда
- Alcelaphus buselaphus major, подвид от Западна Африка от Сенегал до Чад.
- Alcelaphus buselaphus swaynei, подвид от Етиопия, изчезнал от Сомалия. Изключително рядък.
- Alcelaphus buselaphus tora, подвид от границата на Етиопия, Еритрея и Судан. Вероятно е изчезнал.

Срещат се и две междувидови кръстоски използвани за комерсиален лов.
- Alcelaphus buselaphus lelwel x cokii в Кения
- Alcelaphus buselaphus lelwel x swaynei в Етиопия